# Планине Вирунга
Планине Вирунга, познате и као планине Муфумбиро, представљају планински венац вулкана у Источној Африци дуж северне границе Руанде, Демократске Републике Конго и Уганде. Овај планински венац је огранак Албертинског рифта, који се граничи са западним делом Источноафричког рифта. Планине се налазе између Едвардовог језера и језера Киву. Име планина „Вирунга" је енглеска верзија речи из кињаруандског језика ibirunga, што у преводу значи „вулкани”.
Планински венац се састоји од осам великих вулкана. Већина од њих су у стању мировања, осим 3.462 метара високе планине Њирагонго и планине Њамурагира високе 3.063 метара које се налазе у Демократској Републици Конго. Последње ерупције су се догодили 2006. године и у јануару 2010. године. Планина Карисимби представља највиши вулкан од свих осам са 4.519 метара висине. Најстарија планина је Сабјињо која се уздиже 3.674 метара изнад нивоа мора.
Планине Вирунга су дом угрожених планинских горила, који су на у црвеној листи IUCN угрожених врста због уништавања станишта, криволова, болести и рата.. Између планина Карисимби и Бисоке успостављен је научно-истраживачки центар Карисоке од стране Дајан Фоси који има за циљ посматрање горила у њиховом природном станишту.

## Планине
Планине које чине планински венац, поређане према висини, су:
| Име планине | Држава у којој се планина налази              | Висина планине изражена у метрима |
| ----------- | --------------------------------------------- | --------------------------------- |
| Карисимби   | Руанда / Демократска Република Конго          | 4.519                             |
| Микено      | Демократска Република Конго                   | 4.437                             |
| Мухабура    | Руанда / Уганда                               | 4.127                             |
| Бисоке      | Руанда / Демократска Република Конго          | 3.711                             |
| Сабјињо     | Руанда / Уганда / Демократска Република Конго | 3.674                             |
| Гахинга     | Руанда / Уганда                               | 3.474                             |
| Њирагонго   | Демократска Република Конго                   | 3.470                             |
| Њамурагира  | Демократска Република Конго                   | 3.058                             |

## Национални паркови
Национални паркови који захватају планински венац Вирунга су:
- Национални парк Вирунга,  Демократска Република Конго
- Национални парк Вулкани,  Руанда
- Национални парк горила Мгахинга,  Уганда

## У култури
- Роман Мајкла Крајтона Конго је у већој мери смештен у региону Вирунга планина.
- Филм Гориле у магли, као и роман под истим именом, документују рад и смрт приматологисткиње Дајан Фоси. Научно-истраживачки резерват Карисоке који је она успоставила и даље постоји на планинама Вирунга.

## Галерија
- Врхови планине Микено
- Планина Њирагонго
- Планине Гахинга (лево) и Мухабура (десно)
- Планине Гахинга, Мухабура, Карисимби, Сабјињо и Микено
- Планина Карисимби
- Планина Бисоке